# Barátok közt (11. évad)
A Barátok közt 11. évadát 2008. augusztus 25. és 2009. július 24. között vetítette az RTL Klub.
Az évad érdekessége, hogy számos szereplőt kiírtak a történetből, illetve ideiglenesen szabadságolták őket, részben a gazdasági válság hatására eszközölt költségcsökkentés, részben a sorozat színészeinek kérésére.

## Cselekmény
|  | Alább a cselekmény részletei következnek! |

### Berényi Miklós és a hozzá közel állók
Miklós bármire képes lenne, hogy megszerezze Zsuzsa tulajdonrészét. Igaz, nagyon óvatosnak kell lennie, hogy Nóra ne sejtsen semmit. Megzsarolja Eriket, hogy feldobja a rendőrségen, ha nem éri el, hogy Kristóf elköltözzön a házból. Erik, bár megteszi, de bosszút esküszik. Később, mikor látja, hogy Juliéknál semmi sincs rendben, úgy dönt, hogy így próbálja befolyásolni Claudiát, hogy mondjon le a tulajdonrészről. Majd alattomos módon kicseréli az altatóját egy pszichiátriai kezelésben használatos szerre, amitől azt reméli, hogy Claudia megbolondul. Úgy tűnik, hogy sikerrel jár, ám nem számolt a bosszúszomjas Erikkel. Claudia rejtélyes tüneteket kezd el produkálni, személyisége rövid időn belül megváltozik: hirtelen haragú, feledékeny és agresszívvá válik, valamint olyan szokatlan dolgokat művel, amikre nem fog emlékezni. Mivel mindenkinek feltűnik új viselkedése, elhatározzák, hogy segítségére sietnek, ám ez nehezen válik be. Végül Orsolya veszi rá, hogy menjenek azonnali kivizsgálásra. Claudia teljesen kétségbeesik, amikor végre szembesül saját állapotával. Zsuzsa nem halogathatja tovább az eladást, a szerződést megköti Miklóssal, aki ezután Claudia villájába siet, hogy a gyógyszereket visszacserélje, nehogy nyomot hagyjon. Sajnos eközben balesetet szenved, és amikor elmegy az orvoshoz, hogy kivizsgáltassa magát, azzal szembesül, hogy sokkal nagyobb baja is van: a diagnózis tüdőrák. Emellett azonban Zsolt megtalálja Claudia kertjében a telefonjából kiesett SIM-kártyát, és zsarolni próbálja az üzletrészért hajtó vetélytársakat. Claudia azonban fondorlatos módon megszerzi a kártyát, és most már ezzel kényszeríti Miklóst, hogy adja el neki az üzletrészét, különben megmutatja a bizonyítékot Nórának. Miklós azonban ravasz módon kimagyarázza magát, és Nóra együttérzését is elnyeri, aki mindvégig kitart mellette a műtét alatt is. Az operáció sikerrel jár, lábadozásakor pedig a vesztét közelről megérző Miklós elhatározza, hogy megkeresi azt a személyt, aki szülei sírját gondozza. Sajnos azonban egy vírusos betegség megakadályozza a további nyomozásban. Mivel közvetlen életveszélybe kerül, „halálos ágyán” újra elveszi Nórát, de közvetlenül ezután bevallja neki, hogy ő mérgezte meg Claudiát és üldözte el Kristófot. Nóra retteneteset csalódik benne. Miklós kiszolgáltatott helyzetében lemond Zsuzsa tulajdonrészéről, majd az ügyvezetői posztról. Azonban az új ügyvezető megválasztásakor eléri, hogy megszavazzák Nórát vezetőnek. Természetesen nem adja fel a család egységesítését, s tovább próbálkozik Nóránál, aki viszont más férfiakkal is randevúzik – többek között frissen felbukkant féltestvérével, Attilával. Miklós mindent megtesz, hogy besározza Attila hírnevét, de eredménytelenül, s Nórával végül újra elválnak. Nóra és Attila később úgy döntenek, hogy összeköltöznek, s ez rendkívül kellemetlenül érinti Miklóst, aki azon van, hogy borsot törjön riválisa orra alá.

### Berényi András és a hozzá közel állók
András és Juli szakítanak, miután kiderül, hogy Juli terhes, de Alextól. Mivel nem kell már szemmel tartani őt, Botond úgy dönt, hogy véget vet alibi-kapcsolatának Vandával. Andrást is elkezdi érdekelni a tulajdonrész, és Emma felajánlja a segítségét: örökségéből tud adni kölcsönt, hogy az apja bevásárolhassa magát. A terv kudarcba fullad, hamarosan azonban váratlan ajánlatot kap: Claudia ültetné be őt a főnöki székbe, ha információt kapna Erik viselt dolgáról. Ám a lehetőséggel nem él. Időközben váratlan fordulatként megjelenik Alex a házban, és kapóra jön neki, hogy Zsolt egy nagyobb lakásba költözik: kibérli a régit. Ebben Miklós is a segítségére van, aki őt akarja felhasználni Claudia zsarolásához. Alex megpróbál tisztes távolságot tartani a Berényiektől, de nem igazán sikerül neki. Emma a védelmére kel, és lassan azt veszi észre, hogy nem közömbös számára Alex. Kettejük között viszony kezdene kialakulni, mely azonban eleve halálra van ítélve, köszönhetően András dühös kirohanásainak. András elhatározza, hogy koholt bizonyítékkal távolíttatja el Alexet a Berényi Kft. irodavezetéséből, amelyet azonban Emma megtalál. Nagyot csalódik apjában, s mindenáron igyekszik neki keresztbe tenni, egészen addig, míg Alex karjaiban nem találja magát. Mikor kettejük viszonya kiderül, András eleinte rettenetesen mérges, de végül beletörődik. Fontosabb dolga is akad: Claudiával együtt keresik a Berényi-sír rejtélyes gondozóját, akire rálőnek a temetőben. Egy kis nyomozás után rájönnek, hogy az illetőt Berényi Attilának hívják. Attila kisebb zavart kelt a családban: udvarolni kezd Nórának, de Claudiához költözik a villába.
Emma ösztöndíjat nyer a Nizzai Egyetemre, de Alex miatt ezt titkolja. Végül kénytelen bevallani, és a nagy távolságok (és a korkülönbség) miatt Alex otthagyja őt. András egyedül marad otthon, bár egy időre befogadja Lacit és Miklóst, illetve Bandika is odaköltözik hozzá egy pár napra. Akaratán kívül azonban belebonyolódik Juli magánéletébe, miután neveletlen fia, Péter odaköltözik hozzá (kicsapták az iskolából), s valóságos testvérháborút folytatnak Vandával. András és Juli ismét közelebb kerülnek egymáshoz, ekkor azonban váratlanul felbukkan a semmiből Dani, aki meglehetősen zavarodottan viselkedik, és a felette anyáskodó Zsuzsa, aki András és Juli magánéletébe is belerondít. Miután Dani állítása szerint hangokat hallott, és emiatt szétverte a család tévéjét, sürgősen orvoshoz viszik, ahol kiderül: skizofréniában szenved.

### Bartha Zsolt
Zsolt teljesen megdöbben, mikor egy Linda nevű lány jelentkezik nála. Azt állítja, hogy ő az apja, és fogadja be, mert otthon már nem képes élni a kegyetlen anyjával. Zsolt eleinte kételkedik, de mégis befogadja a lányt, eleinte csak szánalomból. Aztán egy vérvizsgálat kimutatja, hogy tényleg rokonok. Az idillbe azonban alaposan belerondít, hogy Zsófinak egyáltalán nem tetszik az új apaszerep, és megkezdődik a rivalizálás a lányok között. Amikorra kibékülnek, Linda újra gondot okoz azzal, hogy elkezd nyomozni Vandával Zsolt és Botond rejtélyes üzelmei után. Végül kénytelenek felhagyni az autószerelő üzlettel, a túlzottan kíváncsi lányok miatt ugyanis még rendőrségi ügy is lett. Ezután Zsolt mindent megtesz, hogy Zsófi és Linda elől eltitkolja viselt dolgait, például azt, hogy Miklóst és Claudiát is Miklós elhagyott SIM-kártyájának megvételére biztatja. Hogy bizonyítsa hűségét, megkéri Zsófi kezét, aki egyelőre visszautasítja. Zsófi egyébként egy saját galériát szeretne nyitni az általa készített képekből, s internetes licitálásokból igyekszik pénzt szerezni, mivel se Zsolttól, se Claudiától nem hajlandó pénzt elfogadni. Ám azok ketten álnéven licitálnak. Mikor kiderül a turpisság, Zsófi folyamatosan bosszantja Zsoltot, egy ízben még az autóját is eladja. Visszaszerzésekor Zsolt rettentően dühös lesz, és egy dulakodás hevében véletlenül pofon vágja Zsófit. Bár Zsófi megbocsát, Linda képtelen rá, mert azt hiszi, Zsolt veri a nőket. A békesség csak nagy nehezen áll helyre köztük, ám ekkor felbukkan Linda anyja, aki pénzt csikar ki a lányától. Az összegeket pedig hol a Rózsa kávéház kasszájából, hol Zsófi tárcájából emeli el. Botondnak köszönhetően azonban abbahagyja ezt a szokását. Ennek hatására ők is közel kerülnek egymáshoz, és veszedelmes viszonyt folytatnak.
Időközben Zsolt úgy dönt, segít Miklósnak a Claudia elleni bosszúhadjáratban. Egy frissen szabadult ismerősét, név szerint Valtert felkérik, hogy jó pénzért játssza el a gáláns lovagot, akibe Claudia beleszeret, hogy aztán tönkretehesse őt. A rámenős férfi már az elején elront mindent, de lassan kezdi megszerettetni magát Claudiával. Ám Zsófi első kiállításának megnyitóján váratlanul megjelenik Valter egykori cellatársa. Hogy észrevétlenül eltűnjenek, Zsolt eltereli a figyelmet: leüti az illetőt, mondván, hogy bámulta Zsófit. Az ügynek azonban nem várt következményei lesznek: Claudia rájön, hogy Valter börtönben volt, Zsófi pedig Zsoltban csalódik hatalmas nagyot, mikor rájön a turpisságra. Hogy mindent helyrehozzanak, elhatározzák, hogy párterapeutához mennek.Linda összejön a jóképű Botonddal, és amikor ezt Zsolt Vandától megtudja, éktelen haragra gerjed. Bosszúból kihajítja Botondot az erkélyről, de Botond megússza az esetet, mert pont egy medencébe esik. Nem sokkal később kiderül, hogy Vanda mondta el Zsoltnak, hogy Botond és Linda összejönnek. Mikor Linda ezt megtudja, dühösen elviharzik, majd dühében megtépi Vandát.

### Kertész család
Géza és Botond kétségbeesetten próbálják megtalálni Kingát, aki időközben kiszabadul Pálos fogságából és hazatér. Géza azonban teljesen a padlóra kerül, hogy nem tudta megvédeni a szerelmét, és ezért úgy dönt, hogy szakít vele. Hamarosan rájön, hogy nem tud nélküle élni, és az épp hazautazóban lévő Kingát hazaviszi. Még Magdi anyus is megbékél, főként mikor meghallja, hogy kitűzték az esküvő napját. A készülődésre meghívják Terikét is, akinek a jelenléte feszélyezi Magdi nénit. Különösen, hogy úgy hiszi, Vili bácsiba titkon szerelmes. Az esküvő napján óriási botrány tört ki. Magdi néni késve, toprongyosan érkezett az esküvőre, mivel egy félreértés miatt bevitték a rendőrségre. Frigyes, Kinga apja pedig azzal a hírrel állít be, hogy a felesége elhagyta őt. Frigyes az asztal alá issza magát bánatában, Magdi anyus és Terike pedig csúnyán összekapnak a lagziban. Vili bácsi elmegy megvigasztalni Terikét, de ezzel kockára teszi házasságát. A két öreg nagyon nehezen békül ki, de végül már nem haragszanak egymásra. Nagyobb gondot okoz azonban Frigyes, aki nem hagyja abba az ivást, ráadásul Kinga ragaszkodik hozzá, hogy náluk lakjon, amíg nem jön egyenesbe az élete. Végül mégis távozni kényszerül.
A Berényi Kft.-t is eléri a válság, ezért arra kényszerül Miklós, hogy eladja a házban található lakásokat. Sajnos Gézáék feje fölül is eladná, így kétségbeesetten próbálnak megoldást találni. Miután meghal Magdi néni nővére, Géza felveti, hogy az örökségből kellene megvenni a lakást, ha pedig nem, akkor az öregek menjenek lakni egy otthonba, és Gézáék beköltöznének a helyükre (amit nem lehet eladni, mint azt Zoltán is kikötötte a végrendeletében). Ez elkeserítő családi háborút szít közöttük, legfőképp Vili bácsival, valamint Tildával és Erikkel szemben, akik pedig elköltöznének a házból. A megoldást végül Claudia jelenti. Botond ugyanis anyagi haszonszerzés végett ismét összejönne Vandával, s elvinné egy bálba. Claudia hajlandó segíteni Gézának a kölcsönigénylésben, ha cserébe szétszakítja a fiatal párt. Miután ez Botondnak köszönhetően nem sikerül, Géza kicsinyes bosszút áll rajta, de végül ő marad szégyenben. Az idő azonban sürgeti, s hogy pénzt szerezzen, szövetkezik egy csempésszel. Régi társa, Bauer feltehetően elrejtett gyémántjait akarják megszerezni, hogy annak az árából vehessék meg a lakást. Magdi anyus és Kinga azonban mindenre rájönnek, így a terv dugába dől; de már Miklós sem akarja eladni a házat, tekintve, hogy beteg. Azért társa még küld a Bahamákról ajándékba egy kis gyémántot levélben, amelyet azonban Kinga határozott fellépése nyomán Géza pénzzé tesz, és az egészet odaadják Dömééknek. A pár kedve hamarosan megjön a gyermekvállaláshoz is, ám egy motorosbalesetben Géza súlyosan megsérül, és hosszú időre kórházba kerül. Közben Juli fia, Péter elkezdi tenni a szépet Kingának.
Eriknek elege lesz a Kertész családból, és Szegedre akar előlük költözni. Tilda viszont ellenzi a tervet, s ezen nagyon összevesznek. Magdi anyus és Vili bácsi békítik ki őket, s végül Erik is rájön, hogy valójában Kertészék nem rossz emberek. Csakhogy addigra már állást talál Szegeden, s ezért Tildával együtt elköltöznek.
Vili bácsi régi katonatársa, Ernő ellátogat Kertészékhez Kanadából. Magdi anyus ellenzi az egészet, hamarosan kiderül, miért: első gyerekük, Bálint valójában Ernőtől fogant, mikor Vili bácsi a prágai tavasz idején katonáskodott. A látogató, miután megtudja, hogy Botond az unokája, nem hajlandó elutazni. Magdi néni nem bírja elviselni, hogy negyven év után emlékeztetik szörnyű bűnére, és mindent bevall a családjának. Vili bácsi látni se bírja őt többé, ezért bánatában elmegy otthonról – egyenesen egy kolostorba. Kinga és a hazaérkező Tilda közösen próbálják megoldani a problémát. Vili bácsit végül sikerül meggyőzni, hogy vigye haza feleségét, s úgy látszik, végül sikerül új életet kezdeniük: leköltöznének Magdi néni elhunyt nővérének régi házába.

### Novák család
Orsolya úgy dönt, hogy nem hazudik tovább, és elmondja Noéminek, ki is az igazi apja. Mire azonban ezt megtehetné, Noémi már megtalálta őt, és jól beolvasott neki. Tiborral találkoznak, és ekkor derül ki, hogy Noémi apja homoszexuális. Mivel az igazságot már nem lehet tovább halogatni, Orsolya felfedi a titkot. Ennek hatására viszont a feldühödött Noémi elköltözik otthonról. Emmáékhoz költözik és a Rózsában vállal állást. A béke csak nehezen áll helyre a családban, ráadásul ezután újabb bonyodalmak történnek: Tibor homoszexualitása viszolygással tölti el Lászlót, és az, hogy a család tartja vele a kapcsolatot. Egyre inkább kezdi úgy érezni, hogy a családja nem is foglalkozik vele, különösen amikor a házba költözik egy Nikolett nevű lány, aki bár idősebb Iminél, mégis összejönnek, Laci tiltása ellenére. Emiatt házassága válságba kerül Orsolyával, egy ízben meg is csalja őt. A probléma megoldását Imi és az időközben hazaérkező Novák Csaba próbálják megtalálni. Időközben az is kiderül, hogy Nikolett korábban drogos volt, aki épp Csaba miatt gyógyult ki függőségéből. Végül szent lesz a béke, csakhogy utóbb kiderül, hogy Laci összeszedett a kalandja során egy trippert. Emiatt Orsolya kidobja a lakásból Lacit, aki átmenetileg Imiéknél talál szállást, majd Miklóssal együtt Andráshoz költözik. Közben folyamatosan bocsánatért esedezik, amire Orsolya hajlana is, de Noémi különféle aljas trükkökkel tesz neki keresztbe. A családi békesség végül helyreáll, ám Noémi továbbra is áskálódik. Egyik húzása miatt azonban Kamilla, Nikolett kishúga kis híján meghal, emiatt elszégyelli magát, s úgy dönt, Tiborhoz költözik Amerikába.
Imi különös álmokat lát, amelyek Kamillával kapcsolatosak. Miután folyton erről beszél Nikolettnek, ő dühösen elszólja magát: Kamilla valójában nem a húga, hanem a lánya. Miután a kislány is megtudja ezt, látni sem bírja az anyját. Nikolett teljesen összeomlik, és bánatában elkezdi szedni Imi fájdalomcsillapítóit.

## Az évad szereplői
- Balassa Imre (Kinizsi Ottó)
- Bartha Zsolt (Rékasi Károly)
- Berényi Attila (Domokos László) (2009. február–július)
- Berényi András (R. Kárpáti Péter)
- Berényi Bandi (Bereczki Gergő)
- Berényi Claudia (Ábrahám Edit)
- Berényi Miklós (Szőke Zoltán)
- Berényi Tímea (Pekárovics Réka) (2008. szeptember–2009. április), (Rada Klaudia) (2009. május–július)
- Bokros Linda (Opitz Petra)
- Dr. Balogh Nóra (Varga Izabella)
- Dr. Ferenczy Orsolya (Lóránt Kriszta)
- Harmathy Emma (Marenec Fruzsina) (2008. augusztus–2009. április)
- Illés Júlia (Mérai Katalin) (2008. augusztus–november, 2009. április–július)
- Illés Vanda (Kardos Eszter)
- Illés Péter (Barna Zsombor) (2009. április–július)
- Kertész Botond (Hári Richárd)
- Kertész Géza (Németh Kristóf)
- Kertész Magdi (Fodor Zsóka)
- Kertész Vilmos (Várkonyi András)
- Mátyás Tilda (Szabó Erika) (2008. augusztus–2009. február, 2009. július)
- Nádor Kinga (Balogh Edina)
- Novák László (Tihanyi-Tóth Csaba)
- Szeibert Erik (Réti Barnabás) (2008. augusztus–2009. február)
- Szentmihályi Zsófia (Lékai-Kiss Ramóna)
- Temesvári Noémi (Gonda Kata)
- Weidner Kamilla (Vörös Kinga) (2009. április–július)
- Weidner Nikolett (Kakasy Dóra) (2008. november–2009. július)

### További szereplők
- Szloboda Kristóf (Kollárik Rezső) (2008. augusztus)
- Pálos Gyula (Kátai István) (2008. augusztus–szeptember)
- Nagy Gréta (Téli Márta) (2008. szeptember)
- Nádasi Terike (Oszvald Marika) (2008. szeptember–október)
- Bokros Gizella (Gyebnár Csekka) (2008. szeptember–október, 2009. április–május)
- Vermes Tibor (Albert Péter) (2008. szeptember–december)
- Nádor Frigyes (Pálfi Zoltán) (2008. október–november)
- Balázsy József (Karácsonyi Zoltán) (2008. december–2009. február)
- Novák Csaba (Kőváry Tamás) (2009. január–február)
- Illés Alex (Kocsis Pál) (2008. szeptember-2009. április)
- Pálos Helga (Kondákor Zsófia) (2008. augusztus–szeptember, 2009. március–május)
- Berényi Zsuzsa (Csomor Csilla) (2008. augusztus, október-november, június–július)
- Holman Valter (Kárpáti Levente) (2009. május–július)
- Hegedűs Ernő (Szombathy Gyula) (2009. május–július)
- Berényi Dániel (Váradi Zsolt) (2009. június–július)
- Dr. Mezei Kornél (Kollárik Péter)

## Érdekességek az évadból
- Botond és Vanda összesen négyszer jöttek össze és szakítottak az évad folyamán.
- A sorozatot elhagyták: Marenec Fruzsina (Harmathy Emma, ösztöndíjat nyert a Nizzai Egyetemre), Gonda Kata (Temesvári Noémi, valódi apjához költözött Amerikába), Kocsis Pál (Illés Alex, elköltözött, hogy ne hátráltassa Emmát álmai beteljesítésében), Fodor Zsóka (Kertész Magdi, balesetben elhunyt), Szabó Erika, Réti Barnabás (Mátyás Tilda, Szeibert Erik, (Szegedre költöztek, az évad végén Tilda, Szabó Erika egy kis időre visszatért).
- A sorozatba visszatértek: Váradi Zsolt (Berényi Dani, skizofréniája miatt elküldték az USA-ból), Csomor Csilla (Berényi Zsuzsa, alkalmi látogatásain túl aggasztja Dani állapota), Kőváry Tamás (Novák Csaba, a Novák család gondjait ugrott haza megoldani), Oszvald Marika (Nádasi Terike, Kingáék esküvőjére és az előkészületekre érkezik)
- Fodor Zsóka (Magdi néni) az ötödik főszereplő a sorozatban, akinek távozását a karakter halálával oldották meg.

## Az évad legvége, függőben maradt kérdések
- Tragédia történik a Kertész családban: az utolsó munkanapját töltő Magdi néni egy lépcsőn felejtett papír galacsin után iramodik, de a nagy sietségben megcsúszik és legurul a lépcsőn. Bár az esés után látszólag nem olyan nagy a gond, a néhány perc múlva a lépcsőn lemenő Vili bácsi már csak a holttestét találja meg. Sajnos rá terelődik a gyanú, és letartóztatják, mivel a cipőtalpának a lenyomatát megtalálják Magdi néni ruháján, s arra következtetnek, hogy ő lökte le a lépcsőn (holott a cipőnyom azért volt ott, mert Vili bácsi még azelőtt véletlenül rálépett a ruhára sáros cipővel, hogy Magdi néni felvette volna)
- Nikolett drogfüggősége egyre súlyosabb méreteket ölt: miután Imi tablettái elfogytak, receptre írat magának, majd elrejti a lakásban.
- Kinga bejelenti Gézának, hogy terhes. Ám megemlítette Gézának Zsófi azt is, hogy míg házon kívül volt, Péter a szerelmével üldözte.
- Vanda aljas módon elárulja Zsoltnak Linda és Botond viszonyát, majd megadja a szálloda címét. A feldühödött Zsolt vadállat módjára ront rá Botondra, majd egy mozdulattal lehajítja őt a szálloda erkélyéről.